# 한충 (고려)
한충(韓冲, ? ~ 1129년)은 고려의 문신이다. 본관은 단주(湍州)이다.

## 생애
본래 단주(湍州)의 향리(鄕吏)로서 과거에 급제하여 상주사록(尙州司錄)에 보임되었다가, 예종(睿宗)조에 우보궐(右補闕)에 임명되었고, 1111년(예종 6) 시정의 득실을 논하는 소를 올렸다.
1113년(예종 8) 비서소감(秘書少監)으로서 요에 파견되어 기복사(起復使)의 파견을 사례하였으며, 1115년(예종 10) 호부원외랑(戶部員外郞)으로 재임 중 요에서 여진을 치기 위해 고려에 원군을 요청하자, 위위소경(衛尉少卿) 척준경(拓俊京), 예부낭중(禮部郞中) 김부일(金富佾), 우사간(右司諫) 김부식(金富軾), 우정언(右正言) 민수(閔脩)와 함께 파병을 반대하였다.
1120년(예종 15) 기거주(起居注)로 재임 중 송나라 사신 승신랑(承信郞) 허립(許立)과 진무교위(進武校尉) 임대용(林大容)이 귀국하려 하자, 계단 위로 올라와 작별하게끔 왕이 허락하려 했는데, 좌사간(左司諫) 최거린(崔巨鱗), 시어사(侍御史) 최홍략(崔弘略) 등과 함께,
| “ | 지금 조칙을 가져온 사신은 장사꾼 출신으로 과거 우리나라에 와서 시정배들과 거래를 하였으며, 품계도 낮습니다. 조칙을 전달하던 날에 계단 위에서 절을 올리게 한 것도 지나치게 양보한 일이었으니 지금은 계단 아래에서 절하게 해야 합니다. | ” |

라고 간하자 왕이 그 말을 좇았다.
얼마 후 중서사인(中書舍人)으로 승진했는데, 이듬해 최홍사(崔弘嗣)가 개국사(開國寺)에 대장당(大藏堂)을 짓기 위해 사사로이 군졸을 동원하여 재목을 옮기게 하려 했으므로, 좌정언(左正言) 임원준(任元濬)과 함께 탄핵했으나, 왕은 탄핵을 중지하도록 설득했다.
그러나 한충은 자신을 파면하라고 고집하여 서경부유수(西京副留守)로 좌천되었다.
1122년(예종 17) 대방공(帶方公) 왕보(王俌)의 사건에 연루되어 그의 4촌형 한안인(韓安仁)이 죽임을 당하자, 예부낭중(禮部郞中)으로 있었던 그도 외지에 유배되었으나, 이자겸(李資謙)이 패망한 후인 1127년(인종 5) 예부시랑(禮部侍郞)으로 복직되었고, 서경유수(西京留守)로 나갔는데, 백성들이 이를 듣고 모두 기뻐하였다고 한다.
그 후 국자좨주(國子祭酒)·한림시독학사(翰林侍讀學士)를 거쳐 1128년(인종 6) 추밀원부사(樞密院副使)에 임명되었고, 이듬해에 졸했다.

## 평가
『고려사』는 한충에 대해 그의 열전에서 이렇게 평했다.
| “ | 성품이 강직하여 말에 거리낌이 없었고, 학문에 돈독하여 글을 잘 했다. 청렴하고 어진 정치를 하려고 노력했기에, 가는 곳마다 치적으로 이름이 났다. | ” |

## 가족 관계
4촌형 - 한안인(韓安仁, ? ~ 1122년) : 중서시랑평장사(中書侍郞平章事)·문열공(文烈公)